# Setina riffelensis
Setina riffelensis är en fjärilsart som beskrevs av Jules Ferdinand Fallou 1865. Setina riffelensis ingår i släktet Setina och familjen björnspinnare. Inga underarter finns listade i Catalogue of Life.